# Liste japanischer Regenten
Liste der japanischen Regenten für Kaiser (Sesshō und kampaku) und Shogune (Shikken).

## Tennō

### Altertum
In der japanischen Frühzeit wurde die Regentschaft für einen minderjährigen Herrscher in der Regel durch seine Mutter ausgeübt, die bis zu seiner Volljährigkeit als Kaiserin regierte.
Einen Sonderfall der Asuka-Zeit stellt die „Regentschaft“ des Shōtoku Taishi († 622) dar, der – nominell auch Kronprinz – im Einvernehmen mit seiner Tante, der Kaiserin Suiko (r. 592–628) regierte.
| Regent                      | Amtszeit | Herrscher     |
| --------------------------- | -------- | ------------- |
| Shōtoku Taishi (聖徳太子)   | 593–622  | Suiko (推古)  |
| Naka no Ōe (中大兄皇子)     | 645–668  | Saimei (斉明) |
| Kusakabe no Miko (草壁皇子) | 681–689  | Tenji (天武)  |

### Sesshō und Kampaku
Sesshō bezeichnet einen Vormund für minderjährige japanische Tennō. Kampaku ist ein „Berater“. Die Ämter schlossen sich gegenseitig aus.
siehe Hauptartikel: Japanischer Regent

#### Heian-Zeit (794–1185)
Der letzte Zeitraum, der „direkten“ in der vom Hofe wirkliche Macht ausgeübt wurde. Diese lag jedoch weitgehend in den Händen der Familienoberhäupter der Fujiwara.
| Sesshō                           | Kampaku                           | Amtszeit         | Tennō                |
| -------------------------------- | --------------------------------- | ---------------- | -------------------- |
| Fujiwara no Yoshifusa (804–872)  |                                   | 858–872          | Seiwa                |
| Fujiwara no Mototsune (836–891)  |                                   | 872–880          | Seiwa, Yōzei         |
|                                  | Fujiwara no Mototsune             | 880–890          | Yōzei, Kōkō, Uda     |
| Fujiwara no Tadahira (880–949)   |                                   | 930–941          | Suzaku               |
|                                  | Fujiwara no Tadahira              | 941–949          | Suzaku, Murakami     |
|                                  | Fujiwara no Saneyori (900–970)    | 967/6/22–969     | Reizeiooeno          |
| Fujiwara no Saneyori             |                                   | 969–970          | En’yū                |
| Fujiwara no Koretada (924–972)   |                                   | 970–972          | En’yū                |
|                                  | Fujiwara no Kanemichi (925–977)   | 972–977          | En'yū                |
|                                  | Fujiwara no Yoritada (924–989)    | 977–986          | En'yū, Kazan         |
| Fujiwara no Kaneie (929–990)     |                                   | 986–990          | Ichijō               |
|                                  | Fujiwara no Kaneie                | 990/5/5–990/5/8  | Ichijō               |
|                                  | Fujiwara no Michitaka (953–995)   | 990/5/8–990/5/26 | Ichijō               |
| Fujiwara no Michitaka            |                                   | 990–993          | Ichijō               |
|                                  | Fujiwara no Michitaka             | 989–995          | Ichijō               |
|                                  | Fujiwara no Michikane (961–995)   | 995/4/28–995/5/8 | Ichijō               |
| Fujiwara no Michinaga (966–1028) |                                   | 1016–1017        | Go-Ichijō            |
| Fujiwara no Yorimichi (990–1074) |                                   | 1017–1019        | Go-Ichijō            |
|                                  | Fujiwara no Yorimichi             | 1019–1067        | Go-Ichijō, Go-Reizei |
|                                  | Fujiwara no Norimichi (997–1075)  | 1068–1075        | Go-Sanjō, Shirakawa  |
|                                  | Fujiwara no Morozane (1042–1101)  | 1075–1086        | Shirakawa            |
| Fujiwara no Morozane             |                                   | 1086–1090        | Horikawa             |
|                                  | Fujiwara no Morozane              | 1090–1094        | Horikawa             |
|                                  | Fujiwara no Moromichi (1062–1099) | 1094–1099        | Horikawa             |
|                                  | Fujiwara no Tadazane (1078–1162)  | 1105–1107        | Horikawa             |
| Fujiwara no Tadazane             |                                   | 1107–1113        | Toba                 |
|                                  | Fujiwara no Tadazane              | 1113–1121        | Toba                 |
|                                  | Fujiwara no Tadamichi (1097–1164) | 1121–1123        | Toba                 |
| Fujiwara no Tadamichi            |                                   | 1123–1129        | Sutoku               |
|                                  | Fujiwara no Tadamichi             | 1129–1141        | Sutoku               |
| Fujiwara no Tadamichi            |                                   | 1141–1150        | Konoe                |
|                                  | Fujiwara no Tadamichi             | 1150–1158        | Konoe, Go-Shirakawa  |
|                                  | Konoe Motozane                    | 1158–1165        | Nijō                 |
| Konoe Motozane                   |                                   | 1165–1166        | Rokujō               |
| Fujiwara no Motofusa             |                                   | 1166–1172        | Rokujō, Takakura     |
|                                  | Fujiwara no Motofusa (1144–1230)  | 1172–1179        | Takakura             |
|                                  | Konoe Motomichi                   | 1179–1180        | Takakura             |
| Konoe Motomichi                  |                                   | 1180–1183        | Antoku               |
| Matsudono Moroie (1172–1238)     |                                   | 1183–1184        | Antoku               |
| Konoe Motomichi                  |                                   | 1184–1186        | Antoku, Go-Toba      |

#### Kamakura- und Ashikaga-Shogunate, Sengoku-Periode (1185–1600)
Machtpolitisch verlor der Hof immer mehr an Bedeutung und hatte später nur noch zeremonielle Funktion. Die Regenten stammten aus den fünf Linien der Fujiwara go-sekke innerhalb derer die Stellung rotierte. Seit 1221 erforderte die Ernennung eines Regenten die Zustimmung des Shogunats.
| Sesshō               | Kampaku               | Amtszeit       | Tennō                           |
| -------------------- | --------------------- | -------------- | ------------------------------- |
|                      | Kujō Kanezane         | 1186–1191      | Go-Toba                         |
|                      | Kujō Kanezane         | 1191–1196      | Go-Toba                         |
|                      | Konoe Motomichi       | 1196–1198      | Tsuchimikado                    |
| Konoe Motomichi      |                       | 1198–1202      | Tsuchimikado                    |
| Kujō Yoshitsune      |                       | 1202–1206      | Tsuchimikado                    |
| Konoe Iezane         |                       | 1206           | Tsuchimikado                    |
|                      | Konoe Iezane          | 1206–1221      | Tsuchimikado, Juntoku           |
| Kujō Michiie         |                       | 1221           | Chūkyō                          |
| Konoe Iezane         |                       | 1221–1223      | Go-Horikawa                     |
|                      | Konoe Iezane          | 1223–1228      | Go-Horikawa                     |
|                      | Kujō Michiie          | 1228–1231      | Go-Horikawa                     |
| Kujō Norizane        |                       | 1231–1232      | Go-Horikawa                     |
| Kujō Norizane        |                       | 1232–1235      | Shijō                           |
| Kujō Michiie         |                       | 1235–1237      | Shijō                           |
| Konoe Kanetsune      |                       | 1237–1242      | Shijō                           |
|                      | Konoe Kanetsune       | 1242           | Go-Saga                         |
|                      | Nijō Yoshizane        | 1242–1246      | Go-Saga                         |
|                      | Ichijō Sanetsune      | 1246           | Go-Saga                         |
| Ichijō Sanetsune     |                       | 1246–1247      | Go-Fukakusa                     |
| Konoe Kanetsune      |                       | 1247–1252      | Go-Fukakusa                     |
| Takatsukasa Kanehira |                       | 1252–1254      | Go-Fukakusa                     |
|                      | Takatsukasa Kanehira  | 1254–1261      | Go-Fukakusa, Kameyama           |
|                      | Nijō Yoshizane        | 1261–1265      | Kameyama                        |
|                      | Ichijō Sanetsune      | 1265–1267      | Kameyama                        |
|                      | Konoe Motohira        | 1267–1268      | Kameyama                        |
|                      | Takatsukasa Mototada  | 1268–1273      | Kameyama                        |
|                      | Kujō Tadaie           | 1273–1274      | Kameyama                        |
| Kujō Tadaie          |                       | 1274           | Go-Uda                          |
| Ichijō Ietsune       |                       | 1274–1275      | Go-Uda                          |
| Takatsukasa Kanehira |                       | 1275–1278      | Go-Uda                          |
|                      | Takatsukasa Kanehira  | 1278–1287      | Go-Uda                          |
|                      | Nijō Morotada         | 1287–1289      | Go-Uda, Fushimi                 |
|                      | Konoe Iemoto          | 1289–1291      | Fushimi                         |
|                      | Kujō Tadanori         | 1291–1293      | Fushimi                         |
|                      | Konoe Iemoto          | 1293–1296      | Fushimi                         |
|                      | Takatsukasa Kanetada  | 1296–1298      | Fushimi                         |
| Takatsukasa Kanetada |                       | 1298           | Go-Fushimi                      |
| Nijō Kanemoto        |                       | 1298–1300      | Go-Fushimi                      |
|                      | Nijō Kanemoto         | 1300–1305      | Go-Fushimi, Go-Nijō             |
|                      | Kujō Moronori         | 1305–1308      | Go-Nijō                         |
| Kujō Moronori        |                       | 1308           | Hanazono                        |
| Takatsukasa Fuyuhira |                       | 1308–1311      | Hanazono                        |
|                      | Takatsukasa Fuyuhira  | 1311–1313      | Hanazono                        |
|                      | Konoe Iehira          | 1313–1315      | Hanazono                        |
|                      | Takatsukasa Fuyuhira  | 1315–1316      | Hanazono                        |
|                      | Nijō Michihira        | 1316–1318      | Hanazono, Go-Daigo              |
|                      | Ichijō Uchitsune      | 1318–1323      | Go-Daigo                        |
|                      | Kujō Fusazane         | 1323–1324      | Go-Daigo                        |
|                      | Takatsukasa Fuyuhira  | 1324–1327      | Go-Daigo                        |
|                      | Nijō Michihira        | 1327–1330      | Go-Daigo                        |
|                      | Konoe Tsunetada       | 1330           | Go-Daigo                        |
|                      | Takatsukasa Fuyunori  | 1330–1333      | Go-Daigo, Kōgon                 |
|                      | Konoe Tsunetada       | 1336–1337      | Kōmyō                           |
|                      | Konoe Mototsugu       | 1337–1338      | Kōmyō                           |
|                      | Ichijō Tsunemichi     | 1338–1342      | Kōmyō                           |
|                      | Kujō Michinori        | 1342           | Kōmyō                           |
|                      | Takatsukasa Morohira  | 1342–1346      | Kōmyō                           |
|                      | Nijō Yoshimoto        | 1346–1358      | Kōmyō, Sukō, Go-Kōgon           |
|                      | Kujō Tsunenori        | 1358–1361      | Go-Kōgon                        |
|                      | Konoe Michitsugu      | 1361–1363      | Go-Kōgon                        |
|                      | Nijō Yoshimoto        | 1363–1367      | Go-Kōgon                        |
|                      | Takatsukasa Fuyumichi | 1367–1369      | Go-Kōgon                        |
|                      | Nijō Moroyoshi        | 1369–1375      | Go-Kōgon, Go-En’yū              |
|                      | Kujō Tadamoto         | 1375–1379      | Go-En'yū                        |
|                      | Nijō Morotsugu        | 1379–1382      | Go-En'yū                        |
| Nijō Yoshimoto       |                       | 1382–1388      | Go-Komatsu                      |
| Konoe Kanetsugu      |                       | 1388           | Go-Komatsu                      |
| Nijō Yoshimoto       |                       | 1388           | Go-Komatsu                      |
|                      | Nijō Yoshimoto        | 1388           | Go-Komatsu                      |
|                      | Nijō Morotsugu        | 1388–1394      | Go-Komatsu                      |
|                      | Ichijō Tsunetsugu     | 1394–1398      | Go-Komatsu                      |
|                      | Nijō Morotsugu        | 1398–1399      | Go-Komatsu                      |
|                      | Ichijō Tsunetsugu     | 1399–1408      | Go-Komatsu                      |
|                      | Konoe Tadatsugu       | 1408–1409      | Go-Komatsu                      |
|                      | Nijō Mitsumoto        | 1409–1410      | Go-Komatsu                      |
|                      | Ichijō Tsunetsugu     | 1410–1418      | Go-Komatsu, Shōkō               |
|                      | Kujō Mitsuie          | 1418–1424      | Shōkō                           |
|                      | Nijō Mochimoto        | 1424–1428      | Shōkō                           |
| Nijō Mochimoto       |                       | 1428–1432      | Go-Hanazono                     |
| Ichijō Kanera        |                       | 1432 (74 Tage) | Go-Hanazono                     |
| Nijō Mochimoto       |                       | 1432–1433      | Go-Hanazono                     |
|                      | Nijō Mochimoto        | 1433–1445      | Go-Hanazono                     |
|                      | Konoe Fusatsugu       | 1435–1447      | Go-Hanazono                     |
|                      | Ichijō Kanera         | 1447–1453      | Go-Hanazono                     |
|                      | Takatsukasa Fusahira  | 1454–1455      | Go-Hanazono                     |
|                      | Nijō Mochimichi       | 1455–1458      | Go-Hanazono                     |
|                      | Ichijō Norifusa       | 1458–1463      | Go-Hanazono                     |
|                      | Nijō Mochimichi       | 1463–1467      | Go-Hanazono, Go-Tsuchimikado    |
|                      | Ichijō Kanera         | 1467–1470      | Go-Tsuchimikado                 |
|                      | Nijō Masatsugu        | 1470–1476      | Go-Tsuchimikado                 |
|                      | Kujō Masamoto         | 1476–1479      | Go-Tsuchimikado                 |
|                      | Konoe Masaie          | 1479–1483      | Go-Tsuchimikado                 |
|                      | Takatsukasa Masahira  | 1483–1487      | Go-Tsuchimikado                 |
|                      | Kujō Masatada         | 1487–1488      | Go-Tsuchimikado                 |
|                      | Ichijō Fuyuyoshi      | 1488–1493      | Go-Tsuchimikado                 |
|                      | Konoe Hisamichi       | 1493–1497      | Go-Tsuchimikado                 |
|                      | Nijō Hisamoto         | 1497           | Go-Tsuchimikado                 |
|                      | Ichijō Fuyuyoshi      | 1497–1501      | Go-Tsuchimikado, Go-Kashiwabara |
|                      | Kujō Hisatsune        | 1501–1513      | Go-Kashiwabara                  |
|                      | Konoe Hisamichi       | 1513–1514      | Go-Kashiwabara                  |
|                      | Takatsukasa Kanesuke  | 1514–1518      | Go-Kashiwabara                  |
|                      | Nijō Korefusa         | 1518–1525      | Go-Kashiwabara                  |
|                      | Konoe Taneie          | 1525–1533      | Go-Kashiwabara, Go-Nara         |
|                      | Kujō Tanemichi        | 1533–1534      | Go-Nara                         |
|                      | Nijō Korefusa         | 1534–1536      | Go-Nara                         |
|                      | Konoe Taneie          | 1536–1542      | Go-Nara                         |
|                      | Takatsukasa Tadafuyu  | 1542–1545      | Go-Nara                         |
|                      | Ichijō Fusamichi      | 1545–1548      | Go-Nara                         |
|                      | Nijō Haruyoshi        | 1548–1553      | Go-Nara                         |
|                      | Ichijō Kanefuyu       | 1553–1554      | Go-Nara                         |
|                      | Konoe Sakihisa        | 1554–1568      | Go-Nara, Ōgimachi               |
|                      | Nijō Haruyoshi        | 1568–1578      | Ōgimachi                        |
|                      | Kujō Kanetaka         | 1578–1581      | Ōgimachi                        |
|                      | Ichijō Uchimoto       | 1581–1585      | Ōgimachi                        |
|                      | Nijō Akizane          | 1585           | Ōgimachi                        |
|                      | Toyotomi Hideyoshi    | 1585–1591      | Ōgimachi, Go-Yōzei              |
|                      | Toyotomi Hidetsugu    | 1591–1595      | Go-Yōzei                        |

#### Edo-Zeit (1600–1868)
| Sesshō                           | Kampaku                                 | jap. Schreibung | Amtszeit                      | Tennō                               |
| -------------------------------- | --------------------------------------- | --------------- | ----------------------------- | ----------------------------------- |
|                                  | Kujō Kanetaka (1553–1636)               | 九条兼孝        | 23. Januar 1600–1604          | Go-Yōzei                            |
|                                  | Konoe Nobutada (1565–1614)              | 近衛信尹        | 1605–1606                     | Go-Yōzei                            |
|                                  | Takatsukasa Nobufusa (1565–1658)        | 鷹司信房        | 1606–31. Januar 1609          | Go-Yōzei                            |
|                                  | Kujō Yukiie (1586–1665)                 | 九条幸家        | 1609–1612                     | Go-Yōzei, Go-Mizunoo                |
|                                  | Takatsukasa Nobuhisa (1590–1621)        | 鷹司信尚        | 1612–1615                     | Go-Mizunoo                          |
|                                  | Nijō Akizane (1556–1619)                | 二条昭実        | 1615–1619                     | Go-Mizunoo                          |
| Kujō Yukiie                      |                                         |                 | 1619–1623                     | Go-Mizunoo                          |
|                                  | Konoe Nobuhiro (1599–1649)              | 近衛信尋        | 1623–1629                     | Go-Mizunoo                          |
|                                  | Ichijō Akiyoshi                         | 一条昭良        | 1629                          | Go-Mizunoo                          |
| Ichijō Akiyoshi (1605–1672)      |                                         |                 | 1629–1635                     | Meishō (♀)                          |
| Nijō Yasumichi (1607–1666)       |                                         | 二条康道        | 1635–1647                     | Empress Meishō, Go-Kōmyō            |
| Kujō Michifusa (1609–1647)       |                                         | 九条道房        | 1647                          | Go-Kōmyō                            |
| Ichijō Akiyoshi                  |                                         |                 | ab 2. Mai 1647                | Go-Kōmyō                            |
|                                  | Ichijō Akiyoshi                         |                 | 1647–10. November 1651        | Go-Kōmyō                            |
|                                  | Konoe Hisatsugu(1622–1653)              | 近衛尚嗣        | 18. Januar 1652–1653          | Go-Kōmyō                            |
|                                  | Nijō Mitsuhira (1625–1683)              | 二条光平        | 1653–1663                     | Go-Kōmyō, Go-Sai                    |
| Nijō Mitsuhira                   |                                         |                 | 1663–1664                     | Reigen                              |
| Takatsukasa Fusasuke (1637–1700) |                                         | 鷹司房輔        | 14. November 1664–1668        | Reigen                              |
|                                  | Takatsukasa Fusasuke                    |                 | 1668–26. März 1682            | Reigen                              |
|                                  | Ichijō Kaneteru (1652–1705, = Uchifusa) | 一条兼輝        | 1. April 1682–1687            | Reigen                              |
| Ichijō Kaneteru                  |                                         |                 | 1687–1689                     | Higashiyama                         |
|                                  | Ichijō Kaneteru                         |                 | 1689–21. Februar 1690         | Higashiyama                         |
|                                  | Konoe Motohiro (1648–1722)              | 近衛基熙        | 1690–1703                     | Higashiyama                         |
|                                  | Takatsukasa Kanehiro (1660–1725)        | 鷹司兼熙        | 1703–1707                     | Higashiyama                         |
|                                  | Konoe Iehiro (1667–1739)                | 近衛家熙        | 1707–1709                     | Higashiyama                         |
| Konoe Iehiro                     |                                         |                 | 1709–1712                     | Nakamikado                          |
| Kujō Sukezane (1669–1730)        |                                         | 九条輔実        | 1712–1716                     | Nakamikado                          |
|                                  | Kujō Sukezane                           |                 | 1716–1722                     | Nakamikado                          |
|                                  | Nijō Tsunahira (1672–1732)              | 二条綱平        | 1722–1726                     | Nakamikado                          |
|                                  | Konoe Iehisa (1687–1737)                | 近衛家久        | 1726–1736                     | Nakamikado, Sakuramachi             |
|                                  | Nijō Yoshitada (1689–1737)              | 二条吉忠        | 1736–1737                     | Sakuramachi                         |
|                                  | Ichijō Kaneyoshi (1693–1751)            | 一条兼香        | 1737–25. Januar 1747          | Sakuramachi                         |
|                                  | Ichijō Michika (1722–1769)              | 一条道香        | 1747–1747                     | Sakuramachi                         |
| Ichijō Michika                   |                                         |                 | 1747–1755                     | Momozono                            |
|                                  | Ichijō Michika                          |                 | 1755–1757                     | Momozono                            |
|                                  | Konoe Uchisaki (1728–1785)              | 近衛内前        | 1757–1762                     | Momozono                            |
| Konoe Uchisaki                   |                                         |                 | 1762–1772                     | Empress Go-Sakuramachi, Go-Momozono |
|                                  | Konoe Uchisaki                          |                 | 1772–17. März 1777            | Go-Momozono                         |
|                                  | Kujō Naozane (1717–1787)                | 九条尚実        | 1777–1779                     | Go-Momozono                         |
| Kujō Naozane                     |                                         |                 | 1779–1785                     | Kōkaku                              |
|                                  | Kujō Naozane                            |                 | 1785–1787                     | Kōkaku                              |
|                                  | Takatsukasa Sukehira (1738–1813)        | 鷹司輔平        | 1787–1791                     | Kōkaku                              |
|                                  | Ichijō Teruyoshi (1774–1832)            | 一条忠良        | 1791–1795                     | Kōkaku                              |
|                                  | Takatsukasa Masahiro (1761–1840)        | 鷹司政熙        | 1795–1814                     | Kōkaku                              |
|                                  | Ichijō Tadayoshi (1774–1832)            | 一条忠良        | 1814–1823                     | Kōkaku, Ninkō                       |
|                                  | Takatsukasa Masamichi (1789–1868)       | 鷹司政通        | 1823–1856                     | Ninkō, Kōmei                        |
|                                  | Kujō Hisatada (1798–1871)               | 九条尚忠        | 1856–1862                     | Kōmei                               |
|                                  | Konoe Tadahiro (1808–1898)              | 近衛忠熙        | 1862–1863                     | Kōmei                               |
|                                  | Takatsukasa Sukehiro (1807–1879)        | 鷹司輔熙        | 12. März 1863–31. Januar 1864 | Kōmei                               |
|                                  | Nijō Nariyuki (1816–1878)               | 二条斉敬        | 31. Januar 1864–1866          | Kōmei                               |
| Nijō Nariyuki                    |                                         |                 | bis 3. Januar 1868            | Meiji                               |

### Moderne
Der einzige moderne Regent, ebenfalls als Sesshō bezeichnet, war Hirohito, der für seinen geisteskranken Vater, den Taishō-Tennō, die Regierung führte.

## Shogune

### Shikken
Der Shikken (jap. 執権) war der Regent für den Shogun im Kamakura-Shogunat. Der Posten war im Hōjō-Clan erblich.
siehe Hauptartikel: Shikken
1. Hōjō Tokimasa (1138–1215) amtiert: 1203–1205
2. Hōjō Yoshitoki (1163–1224) amtiert: 1205–1224
3. Hōjō Yasutoki (1183–1242) amtiert: 1224–1242
4. Hōjō Tsunetoki (1224–1246) amtiert: 1242–1246
5. Hōjō Tokiyori (1227–1263) amtiert: 1246–1256
6. Hōjō Nagatoki (1229–1264) amtiert: 1256–1264
7. Hōjō Masamura (1205–1273) amtiert: 1264–1268
8. Hōjō Tokimune (1251–1284) amtiert: 1268–1284
9. Hōjō Sadatoki (1271–1311) amtiert: 1284–1301
10. Hōjō Morotoki (1275–1311) amtiert: 1301–1311
11. Hōjō Munenobu (1259–1312) amtiert: 1311–1312
12. Hōjō Hirotoki (1279–1315) amtiert: 1312–1315
13. Hōjō Mototoki (?–1333) amtiert: 1315
14. Hōjō Takatoki (1303–1333) amtiert: 1316–1326
15. Hōjō Sadaaki (1278–1333) amtiert: 1326
16. Hōjō Moritoki (?–1333) amtiert: 1327–1333